# Chính phủ ngầm Ba Lan
Chính phủ ngầm Ba Lan (tiếng Ba Lan: Polskie Państwo Podziemne), cũng gọi bằng Chính phủ bí mật Ba Lan,[a] là tổ chức quân sự chính trị do các nhóm kháng chiến ở Ba Lan thành lập trong Thế chiến lần thứ hai, trung thành với Chính phủ Ba Lan lưu vong ở Luân Đôn. Hạt giống của tổ chức được gieo vào cuối tháng 9 năm 1939 lúc Ba Lan gần bị xâm lược xong; nhiều người ủng hộ xem Chính phủ ngầm là Nước Cộng Hòa Thứ Hai tiếp tục đánh quân chiếm đóng Đức và Liên Xô. Chính phủ ngầm là một trong những phong trào kháng chiến lớn nhất trên thế giới. Ngoài ra còn các cơ quan dân sự như giáo dục, văn hóa và dịch vụ xã hội.
Tuy Chính Phủ Ngầm được quần chúng ủng hộ trong suốt chiến tranh, nhưng phe cực tả (cộng sản) thì chẳng tán trợ mà cũng không công nhận. Giới cực hữu từ Phái Kích Tiến Toàn Quốc Falanga cùng Phái Kích Tiến Toàn Quốc ABC phản đối Đức chiếm đóng Ba Lan, sau nhanh chóng hợp thành Liên Minh Toàn Quốc là một phần Chính phủ Ngầm, bao gồm hầu hết các thành viên của phái cực hữu tiền chiến. Sau cùng ảnh hưởng cộng sản suy giảm do các sai lầm quân sự (tiêu biểu là Khởi Nghĩa Warsaw thất bại) cùng địch ý gia tăng của Liên Xô. Trước đấy năm 1944 Nga thành lập chính quyền bù nhìn thay thế là Ủy Ban Giải Phóng Dân Tộc Ba Lan và bảo đảm sẽ là cơ sở cho chính phủ Ba Lan hậu chiến; khi cộng sản có Liên Xô hậu thuẫn đoạt quyền thì nhiều thành viên Chính Phủ Ngầm bị đàn áp vì bị nghi phản quốc và chết trong tù. Chính Phủ Ngầm buộc phải tự giải tán nửa đầu năm 1945 để tránh nội chiến bùng nổ vì không thể thương thảo với Liên Xô sau khi bị Khối Đồng Minh ruồng bỏ.
Sau cùng hàng trăm ngàn người đã có chân trong các cơ quan của Chính Phủ Ngầm (số lính Quân Đội Bản Quốc ước tính gần nửa triệu người) và hàng triệu công dân Ba Lan thầm lặng ủng hộ. Gốc việc thành lập dân chính bí mật nằm ở tính phi pháp của chiếm đóng Đức và Liên Xô làm mọi cơ quan chiếm đóng đều trái luật, còn các cơ quan địa hạ thì tổ chức theo luật Ba Lan nên được chính đáng. Quân chiếm đóng lại vô tình mở rộng quy mô Chính Phủ Ngầm khi cố tiêu diệt quốc gia, dân tộc, văn hóa Ba Lan, quan trọng nhất là bằng các chính sách diệt chủng nhắm vào dân, nhưng chỉ tăng ủng hộ đại chúng cho phong trào.
Trong Chiến Tranh Lạnh chính quyền cộng sản hạn chế nghiên cứu Chính Phủ Ngầm, nhấn mạnh vai trò của Nhân Dân Quân trong kháng chiến chống Đức nên cho đến gần đây, hầu hết đều do học giả Ba Lan lưu vong tiến hành.

## Lịch sử

### Năm 1939-1940: Hình thành
Về nhiều mặt thì lịch sử Chính Phủ Ngầm đại khái phản ánh lịch sử kháng chiến phi cộng sản của Ba Lan. Tổ chức bắt nguồn từ Thắng Lợi Quân Ba Lan (Służba Zwycięstwu Polski, SZP) thành lập vào ngày 27 tháng 9 năm 1939 là một ngày trước cuộc Vây Đánh Warsaw, khi việc Ba Lan đại bại trước Đức (có Liên Xô tham gia) có vẻ đã an bài. Vâng lệnh tổ chức tiến hành kháng chiến trong nước từ Tổng Tư Lệnh Ba Lan Thống Chế Edward Rydz-Śmigły, Tướng quân Michał Karaszewicz-Tokarzewski là người sáng lập SZP nhận thức được tổ chức phải thành lập không thể chỉ có tính quân sự mà còn phải gồm nhiều yếu tố của đời sống bình dân, theo đúng tiền lệ của Chính Phủ Quốc Dân Ba Lan thế kỷ 19 và Tổ Chức Quân Sự Ba Lan trong Thế Chiến đầu tiên; do vậy nên Thắng Lợi Quân Ba Lan, phục tòng Chính Phủ Lưu Vong, tự coi bản thân không chỉ là tổ chức kháng chiến quân sự mà còn là phương tiện hành chính của đất nước.
Theo hiến pháp Ba Lan Tổng Thống Ignacy Mościcki, giam giữ ở Romania sau khi chính phủ tản cư khỏi nước ngày 17 tháng 9, từ chức và bổ dụng Tướng Quân Bolesław Wieniawa-Długoszowski làm hậu nhiệm; vì không được chính phủ Pháp ủng hộ nên Władysław Raczkiewicz lên thay ngày 29 tháng 9. Tướng Quân Władysław Sikorski, sống ở Pháp, ủng hộ luôn chính phủ Pháp và là đối thủ chế độ Sanacja, trở thành Tổng Tư Lệnh ngày 28 tháng 9 và Thủ Tướng ngày 30 tháng 9, Pháp và Anh nhanh chóng công nhận. So với Sikorski lôi cuốn thì Raczkiewicz, mô tả là "yếu kém và thiếu quyết đoán", có tương đối ít ảnh hưởng.
Do bất đồng chính trị giữa các đảng phái trong chính phủ lưu vong và đặc biệt sự dính líu của Thắng Lợi Quân với chế độ Sanacja cầm quyền từ giữa thập niên 20 nên ngày 13 tháng 11 năm 1939 SZP được cải tổ thành Liên Minh Đấu Tranh Vũ Trang (Związek Walki Zbrojnej, ZWZ), có Karaszewicz-Tokarzewski tán thành nhằm bao hàm các chính đảng bị chính phủ Sanacja loại trừ, cũng tán thành luôn việc thành lập Hội Đồng Chính Trị Chủ Yếu (Główna Rada Polityczna, GRP). Sikorski chỉ định Tướng Quân Kazimierz Sosnkowski làm tổng tư lệnh ZWZ và bổ nhiệm Đại Tá Stefan Rowecki làm tư lệnh ZWZ khu chiếm đóng Đức. Karaszewicz-Tokarzewski trở thành tư lệnh khu chiếm đóng Liên Xô, tháng 3 năm 1940 bị Nga bắt khi cố vượt biên giới Liên-Đức. Tháng 6 Rowecki bổ nhiệm làm tư lệnh cả hai khu.

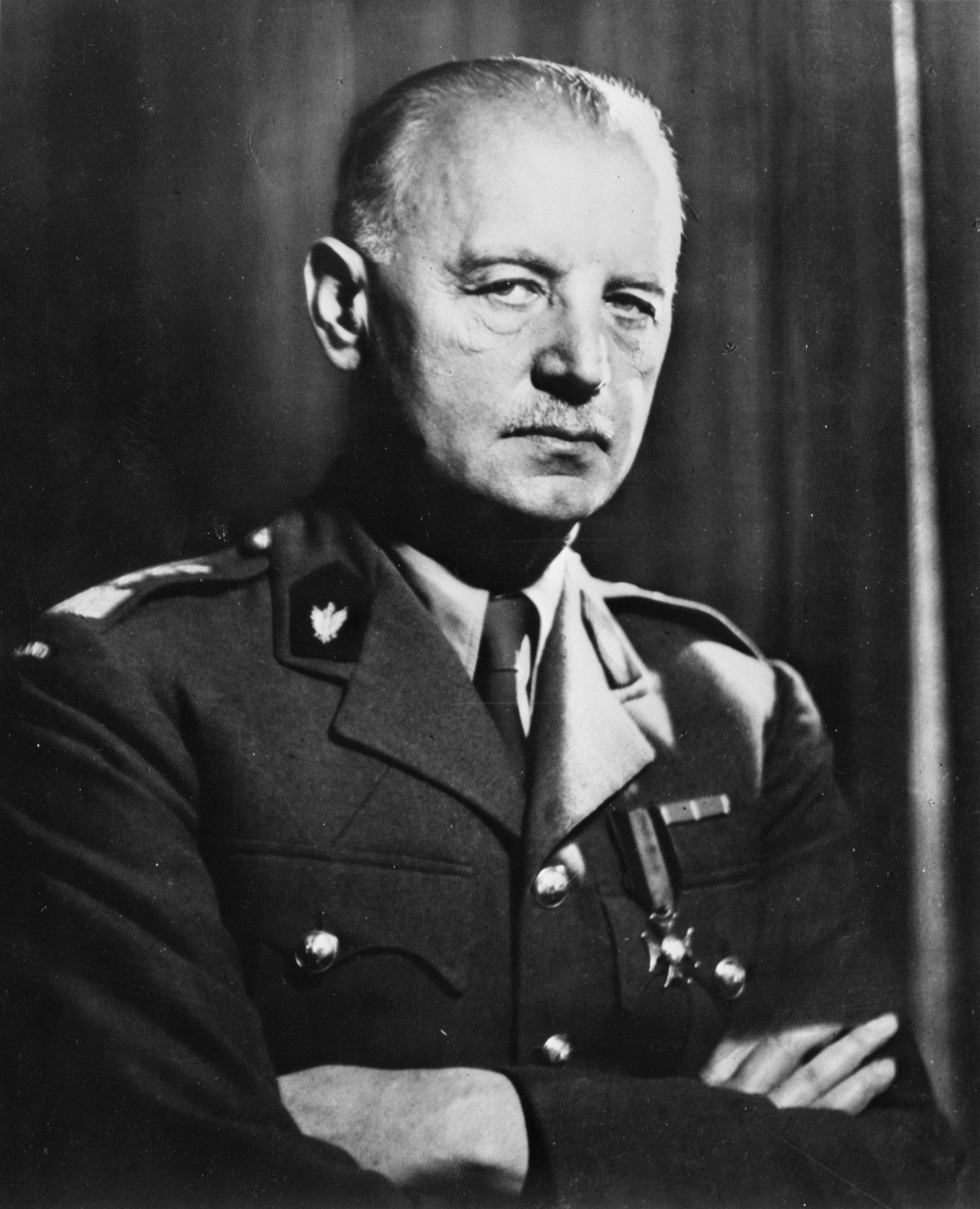
Władysław Sikorski, Tổng Tư Lệnh kiêm Thủ Tướng Ba Lan trong Thế Chiến Thứ Hai

Vì ZWZ tập trung vào mặt quân sự của kháng chiến, khía cạnh dân sự không được định rõ và phát triển chậm hơn, bị đàm phán chính trị giữa chính khách trong nước với Chính Phủ Lưu Vong (đầu tiên ở Paris, sau khi Paris thất thủ, ở Luân Đôn) làm thêm nghiêm trọng. Chính phủ Sikorski theo hướng dân chủ hơn so với chế độ Sanacja tiền chiến: ngoài nước thì có Hội Đồng Quốc Gia (Rada Narodowa) do chính phủ lưu vong thành lập tháng 12 năm 1939, bao gồm đại diện của các chính phái khác nhau, trong nước thì thực hiện bước đầu tiên trong việc phát triển cấu trúc dân sự của ZWZ khi Ủy Ban Hiệp Thương Chính Trị (Polityczny Komitet Porozumiewawczy, PKP) là phiên bản địa phương của Hội Đồng Quốc Gia được thành lập. Chính quyền trong nước giữ mối liên lạc chặt chẽ với chính phủ lưu vong bằng thông tin vô tuyến cùng "hàng trăm, thậm chí hàng ngàn" tùy phái như Jan Karski. Một sự kiện quan trọng năm 1940 là việc thiết lập Đoàn Đại Biểu Chính Phủ Ba Lan (Delegatura Rządu na Kraj) có Cyryl Ratajski bổ nhiệm ngày 3 tháng 12 làm Đại Biểu đầu tiên, (Stefan Korboński, Jan Stanisław Jankowski, Jan Piekałkiewicz và Jan Piekałkiewicz theo sau), đánh dấu chính thức thành lập Chính Phủ Ngầm. Chức vụ Đại Biểu tương đương với Phó Thủ Tướng (đặc biệt sau khi luật năm 1944 ban hành), khác với GRP và PKP hoạt động cùng cấu trúc quân sự nhưng không có ảnh hưởng là Đoàn Đại Biểu có quyền kiểm soát ngân sách quân đội và phụ trách giám sát quân đội, khôi phục dân chính.
Ngay từ năm 1940 ngành dân sự của Chính Phủ Ngầm tích cực ủng hộ giáo dục ngầm và tiến hành lập an sinh xã hội với mạng lưới thông tin, sĩ khí.

### Năm 1941-1943: Phát triển
Năm 1942 hầu hết khác biệt giữa chính khách trong nước với lưu vong đã giải quyết chắc chắn, đến năm 1943 thì PKP biến thành Ủy Ban Đại Biểu Chính Trị (Krajowa Reprezentacja Polityczna, KRP) là cơ sở cho Hội đồng đoàn kết dân tộc (Rada Jedności Narodowej, RJN) thành lập ngày 9 tháng 1 năm 1944, do Kazimierz Pużak lãnh đạo, coi như là Nghị Hội của Chính Phủ Ngầm. Trong khi đó nhánh quân sự mở rộng đáng kể và ZWZ trở thành Quân Đội Bản Quốc (AK) năm 1942. Tư lệnh ZWZ-AK bao gồm Stefan Rowecki, Tadeusz Komorowski và Leopold Okulicki.
Tháng 8 năm 1943 với tháng 3 năm 1944 Chính Phủ Ngầm công bố kế hoạch dài hạn, có mục đích tước nhược tính hấp dẫn của bên cộng sản; trong các tuyên ngôn Mục Tiêu Chúng Tôi (từ tháng 3 và tháng 11 năm 1943) phe cực tả đề nghị thành lập nước xã hội chủ nghĩa hay thậm chí cộng sản, tố cáo chủ nghĩa tư bản theo họ như chế độ nô lệ, đòi quốc hữu hóa hấu hết hoặc toàn bộ nền kinh tế và ấn định quy hoạch trung ương. Tuyên ngôn Mục Đích Dân Tộc Ba Lan của Chính Phủ Ngầm thì tuyên bố tái thiết quốc gia thành nước dân chủ đại nghị, bảo đảm bình đẳng hoàn toàn cho các dân tộc thiểu số và tự do ngôn luận, tín ngưỡng, hoạt động chính trị đầy đủ, đề xướng thành lập liên bang Trung Âu không cho nước nào được bá quyền, đối với kinh tế thì tán thành chế độ quy hoạch theo nguyên tắc xã hội chủ nghĩa cùng dân chủ Cơ Đốc Giáo bao gồm phân phối lại của cải để giảm bất bình đẳng kinh tế, hứa hẹn cải cách đất đai, quốc hữu hóa công nghiệp, bồi thường lãnh thổ từ Đức và khôi phục biên giới phía đông trước 1939, tức là biên giới phía đông theo Hòa ước Riga thì giữ nguyên trong khi đòi Đức bồi thường lãnh thổ ở khu vực phía bắc, tây. Hai kế hoạch đều tương đồng về việc chủ trương các cải cách kinh tế xã hội cấp tiến, chỉ khác nhau ở vấn đề chủ quyền quốc gia, biên giới và quan hệ Ba Lan-Liên Xô. Kế hoạch chính phủ bị phe cực hữu chỉ trích là quá xã hội chủ nghĩa và không đủ "Cơ Đốc".
Đầu năm 1944 Chính Phủ Ngầm đạt được mức ảnh hưởng lớn nhất. Tháng tư Chính Phủ Lưu Vong công nhận cơ cấu hành chính của Văn Phòng Đại Biểu làm Ngành Hành Chính Chính Phủ Lâm Thời, là khi Đại Biểu công nhận làm Phó Thủ Tướng và Hội Đồng Bộ Trưởng Bản Quốc (Krajowa Rada Ministrów, KRM) được thành lập. Tuy nhiên  sau cuộc khởi nghĩa toàn quốc Chiến Dịch Tempest tiến hành mùa xuân năm 1944 thì Mật Chính suy giảm mạnh, ngoài Khởi Nghĩa Warsaw thất bại tốn kém với địch ý của Liên Xô cùng chính phủ Ba Lan bù nhìn là Ủy Ban Giải phóng Dân Tộc Ba Lan (Polski Komitet Wyzwolenia Narodowego, PKWN) cho phe kháng chiến phi cộng sản, trung thành với chính phủ lưu vong, lại càng tai hại. Chính Phủ Ngầm cho rằng các tư lệnh AK cùng đại diện chính quyền sẽ đảm nhận vai trò chủ nước chính đáng nếu phong trào kháng chiến trợ giúp quân Liên Xô, nhưng quân Nga lại thường xuyên bao vây, giải giáp, bắt giam thành viên quân sự, đại biểu dân chính và thành lập cơ cấu hành chính riêng; đầu tháng 7 năm 1944, ngay cả khi AK tiếp tục kháng chiến chống Đức, Chính Phủ Ngầm buộc phải lệnh AK và cơ quan hành chính trốn quân Liên Xô do việc bắt giam và trả thù những người xuất hiện vẫn tiếp tục.

### Năm 1944-1945: Suy sụp và giải tán
Các sự kiện năm 1943 tước nhược nghiêm trọng Chính Phủ Lưu Vong Ba Lan. Xung đột giữa Ba Lan với Liên Xô là bạn đồng minh ngày càng quan trọng của phương Tây bắt đầu bén lửa, đặc biệt sau Thảm sát Katyn ngày 13 tháng 4 năm 1943 và Nga cắt đứt quan hệ bang giao ngày 21 tháng 4. Sikorski mất; Stanisław Mikołajczyk có ít ảnh hưởng hơn lên thay làm Thủ tướng, Sosnkowski làm Tổng Tư Lệnh chỉ giúp gia tăng việc suy sụp. Đại diện chính phủ Ba Lan không được mời tham dự Hội Nghị Tehran (ngày 28 tháng 11 - ngày 1 tháng 12 năm 1943) hay Yalta (ngày 4-11 tháng 2 năm 1945), hai sự kiện quan trọng khi Đồng minh phương Tây cùng Liên Xô thảo luận về thế giới sau chiến và quyết định số phận của Ba Lan: giao cho Liên Xô. Ở Tehran Churchill và Roosevelt đều không phản đối ý kiến Stalin rằng chính phủ lưu vong không đại diện quyền lợi Ba Lan; theo sử gia Anita Prażmowska là "đánh dấu cái chết của ảnh hưởng và lý do tồn tại mong manh của chính phủ." Sau Tehran, Stalin quyết định thành lập chính phủ bù nhìn riêng cho Ba Lan là PKWN năm 1944 có Liên Xô công nhận làm chính quyền chính đáng duy nhất ở Ba Lan, trong khi chính phủ Mikolajczyk ở Luân Đôn thì gọi là "phi pháp và tự phong". Mikolajczyk giữ chức vụ Thủ Tướng đến ngày 24 tháng 11 năm 1944 thì từ chức sau khi nhận thấy sự bất lực của chính phủ lưu vong và sự không quan trọng của Tomasz Arciszewski hậu nhiệm; sử gia Mieczysław B. Biskupski gọi là "dấu hiệu cho việc chính phủ lưu vong đạt được sự vô ý nghĩa hoàn toàn."

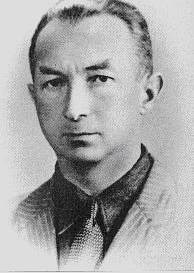
Stefan Korboński, Đại Biểu cuối cùng

Cộng sản từ chối làm việc với Chính Phủ Ngầm cũng như Chính phủ lưu vong và nhiều lãnh đạo, quân lính ở lãnh thổ "giải phóng" bị đàn áp. Một số người nổi bật như Đại Biểu Chính Phủ Jan Stanisław Jankowski và Tổng Tư Lệnh AK cuối cùng Tướng quân Leopold Okulicki bị Nga bắt giam tháng 3 năm 1945 và kết án trong Phiên Tòa Mười Sáu tai tiếng tháng 6 sau khi xuất hiện và bắt đầu đàm phán với chính quyền cộng sản theo lời mời Liên Xô. Ngày 27 tháng 6 năm 1945 Hội Đồng Đoàn Kết Dân Tộc họp lần cuối cùng và ban hành tuyên ngôn 12 điều yêu cầu quân Liên Xô rời Ba Lan và ngưng đàn áp các chính đảng phi cộng sản. Ngày 1 tháng 7 Văn Phòng Đại Biểu Chính Phủ Bản Quốc đã cải tổ sau khi lãnh đạo bị bắt, do Đại Biểu cuối cùng Stefan Korboński chỉ đạo giải tán sau khi Chính Phủ Đoàn Kết Dân Tộc Lâm Thời (Tymczasowy Rząd Jedności Narodowej, TRJN) thành lập ở Moscow ngày 28 tháng 6 năm 1945; Chính Phủ Ngầm đã chết.
TRJN chủ yếu bao gồm đại diện cộng sản của PKWN với một chút đối lập tượng trung làm cử chỉ thiện ý cho Đồng minh phương tây. Chính phủ lưu vong không còn được công nhận (Pháp ngưng ngày 29 tháng 6, Anh cùng Mỹ ngày 5 tháng 7), phương Tây quyết định ủng hộ TRJN ngày càng cộng sản, có Liên Xô hậu thuẫn. Chính phủ lưu vong, xét rằng "bị phương Tây phản bội", phản đối quyết định và tiếp tục hoạt động đến khi chế độ công sản sụp đổ năm 1989 thì công nhận chính phủ Ba Lan mới. Cuộc bầu cử gian lận năm 1947 đánh dấu thời kỳ cộng sản trần truồng ở Ba Lan bắt đầu; vài chính khách độc lập như Mikolajczyk cố thành lập phe đối lập thì hoặc bị dọa bắt giam, hoặc nghỉ hưu hoặc di cư.
Ngày 19 tháng 1 năm 1945 AK chính thức giải tán để tránh nội chiến và xung đột với Liên Xô bùng nổ. Trong những năm tiếp theo cộng sản củng cố quyền lực, ngụy tạo bầu cử và đàn áp phe đối lập cùng quyền lực chính trị của họ, tàn dư của phong trào kháng chiến (NIE, Đoàn Đại Biểu Bộ Đội Ba Lan, Tự Do Độc Lập) thì từ chối giải giáp đầu hàng và tiếp tục chiến đấu như quân lính nguyền rủa đến khi bị tiêu diệt.

## Đại diện chính trị
Chính Phủ Ngầm bao gồm hầu hết nhưng không phải mọi chính phái của Nước Cộng Hòa Thứ Hai. Ủy Ban Hiệp Thương Chính Trị (PKP) có bốn đảng quan trọng: Đảng Xã Hội Chủ Nghĩa (PPS-WRN), Nhân Dân (SL), Quốc Dân (SN) và Lao Động (SP). SP gia nhập PKP tháng 6 năm 1940 bốn tháng sau khi PKP thành lập, còn PPS-WRN thì rời bỏ giữa tháng 10 năm 1941 và tháng 3 năm 1943; bốn chính đảng gọi là Tứ đại cũng có chân trong Ủy Ban Đại Diện Chính Trị Bản Quốc (KRP). So với PKP và KRP thì Hội Đồng Đoàn Kết Dân Tộc được tính đại diện hơn nhiều, vài nhóm chính trị nhỏ được tham dự. Vài nhóm khác tuy không có nhiều đại biểu nhưng cũng ủng hộ Chính Phủ Ngầm. Các dân tộc thiểu số như người Ukraine và Belarus không được chính phủ đại diện, ngoại trừ người Do Thái.
Hai nhóm không có đại diện quan trọng nhất đó là cộng sản (Đảng Công Nhân Ba Lan PPR và nhánh quân sự Nhân Dân Quân) và phái cực hữu (Nhóm Tường Thành và Liên Minh Thằn Lằn Tổ Chức Quân Sự), đều đối lập với Chính Phủ Ngầm cả, nhưng chỉ PPR mới nằm ngoài cấu trúc quốc gia vì phản đối Ba Lan độc lập và ủng hộ theo Liên Xô, còn cực hữu được xem là đối lập chính đáng. Năm 1944 PPR trở thành một phần của chính phủ bù nhìn Liên Xô PKWN.

## Cấu trúc

### Dân sự

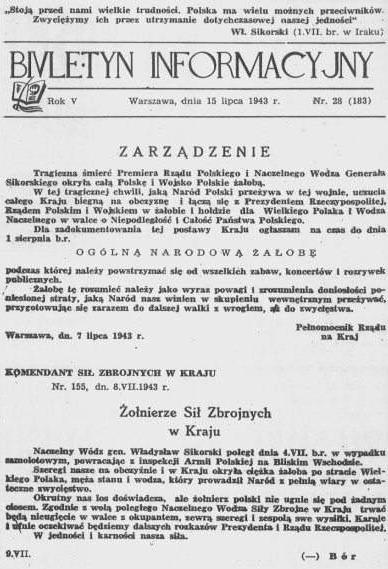
Công Cáo Tin Tức ngầm của Chính phủ Ngầm Ba Lan ngày 15 tháng 7 năm 1943, thông báo cái chết của Tướng quân Sikorski và lệnh ngày để tang toàn quốc

Đầu tiên Pháp, sau ở Anh chính phủ lưu vong gồm Tổng Thống, Thủ Tướng và Tổng Tư Lệnh Lục Quân Ba Lan là cơ quan quân sự dân sự tối cao, được Chính Phủ Ngầm công nhận làm chỉ huy và có Đoàn Đại Biểu Chính Phủ Ba Lan làm đại diện trong nước, do Đại Biểu Chính Phủ Ba Lan lãnh đạo.
Nhánh dân sự của Chính Phủ Ngầm có vai trò chính là duy trì tính liên tục của nước nhà kể cả các định chế như cảnh sát, tòa án và trường học, để chuẩn bị công chức và cơ quan khôi phục quyền hành sau khi Đức đại bại. Trong những năm cuối cùng của chiến tranh thì bao gồm nghị hội bí mật, hành chính, tư pháp (tòa án cùng cảnh sát), giáo dục trung học cao đẳng và tài trợ các hoạt động văn hóa như xuất bản báo chí sách vở, tổ chức kịch, diễn thuyết, triển lãm, hòa nhạc và bảo tàng nhiều tác phẩm nghệ thuật, cũng cung cấp luôn dịch vụ xã hội kể cả cho dân số Do Thái nghèo khổ (bằng Hội đồng trợ giúp người Do Thái, Zegota). Nhờ Cục Kháng Tranh Dân Sự (1941-1943) mà dân giới tham gia được kháng chiến bằng các hành vi phá hoại nhỏ, dù năm 1943 sát nhập với Cục Đối Kháng Bí Mật thành Cục Kháng Chiến Ngầm phục tòng AK.
Các cục tương đương xấp xỉ với Bộ, có ba phụ trách việc chiến tranh, là Cục Loại Trừ Hậu Quả Chiến Tranh, Cục Công Trình Công Cộng, Tái Thiết và Cục Thông Tin, Báo chí, còn lại theo sát các Bộ của Ba Lan tiền chiến (như Cục Bưu Điện và Cục Tài Chính). Văn Phòng Đại Biểu phân thành các cục, 14 tồn tại khi chiến tranh kết thúc, là Cục Tổng Thống, Nội Vụ, Tư Pháp, Tựu Nghiệp và Phúc Lợi Xã Hội, Nông Nghiệp, Tài Chính, Thương Mại và Công Nghiệp, Bưu Điện, Loại Trừ Hậu Quả Chiến Tranh, Vận Tải, Cục Thông tin Báo Chí, Công Trình Công Cộng và Tái Thiết, Giáo Dục Văn Hóa và Quốc Phòng.
Về phương diện phân chia địa lý, Đoàn Đại Biểu có các nhánh địa phương, chia nước thành 16 tỉnh có thống đốc ngầm, tỉnh chia thành huyện do Huyện trưởng lãnh đạo, có các cơ quan địa phương riêng biệt. Đầu năm 1944 Đoàn Đại Biểu có tầm 15,000 người làm việc trong chính quyền, chủ yếu người già vì trai tráng đều nhập ngũ cả.

### Quân sự

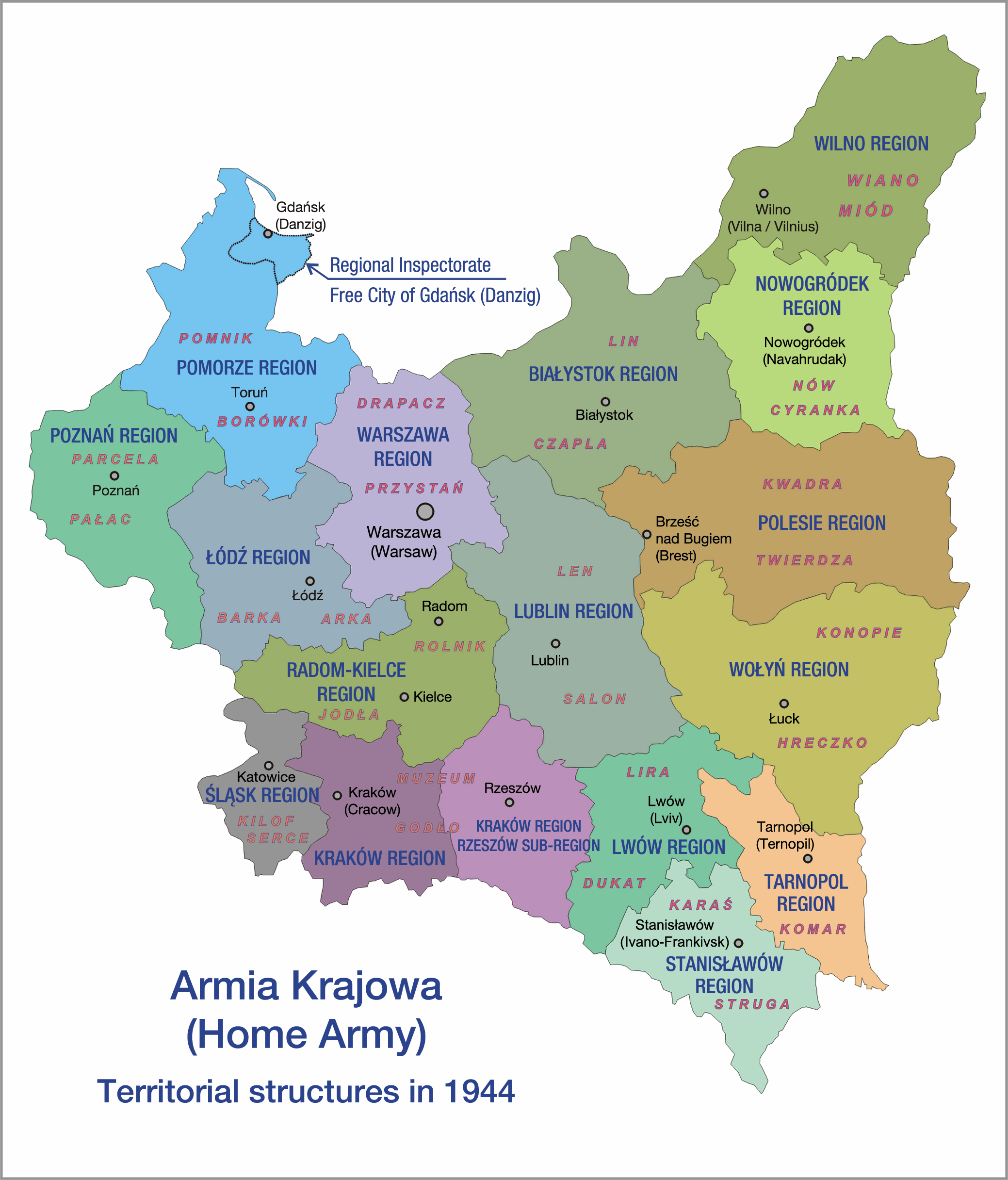
Cấu trúc địa phương Quân Đội Bản Quốc năm 1944

Ngành quân sự của Chính Phủ Ngầm bao gồm nhiều nhánh của AK và Liên Minh Đấu Tranh Vũ Trang cho đến năm 1942, phụ trách chuẩn bị Ba Lan chiến đấu giải phóng, ngoài kháng chiến vũ trang, phá hoại, tình báo, rèn luyện và tuyên truyền thì còn có việc giữ liên lạc với hính phủ lưu vong ở Luân Đôn và bảo vệ nhánh dân sự của chính phủ.
Các nhiệm vụ kháng chiến chủ yếu là phá hoại hoạt động Đức, gồm việc vận tải đến Mặt trận phía Đông ở Liên Xô. Việc phá hoại vận tải đường ray, đường xá sâu rộng đến nỗi ước chừng một phần tám vận tải Đức đã bị phá hủy hoặc đình trệ nghiêm trọng do hoạt động kháng chiến.
AK cũng tiến hành nhiều trận đánh toàn diện với quân Đức đặc biệt năm 1943 và 1944 trong Chiến Dịch Tempest, giảm hoãn lực lượng đáng kể, tương đương ít nhất một vài sư đoàn (ước tính cao chừng 930,000 quân lính) và chuyển hướng nguồn cung cấp cần thiết trong khi cố giúp đỡ quân đội Liên Xô. Ngành tình báo Ba Lan cung cấp tình báo quý giá cho Khối Đồng Minh: 43% báo cáo mà nhánh tình báo Anh nhận được đều từ nguồn Ba Lan. Khi mạnh nhất AK có hơn 400,000 lính và được công nhận làm một trong ba phong trào kháng chiến lớn nhất chiến tranh, thậm chí lớn nhất. Số tử vong phe Trục từ phong trào kháng chiến có AK là phần chủ chốt, ước tính lên đến 150,000 người.

## Định nghĩa, biên soạn lịch sử và kỷ niệm

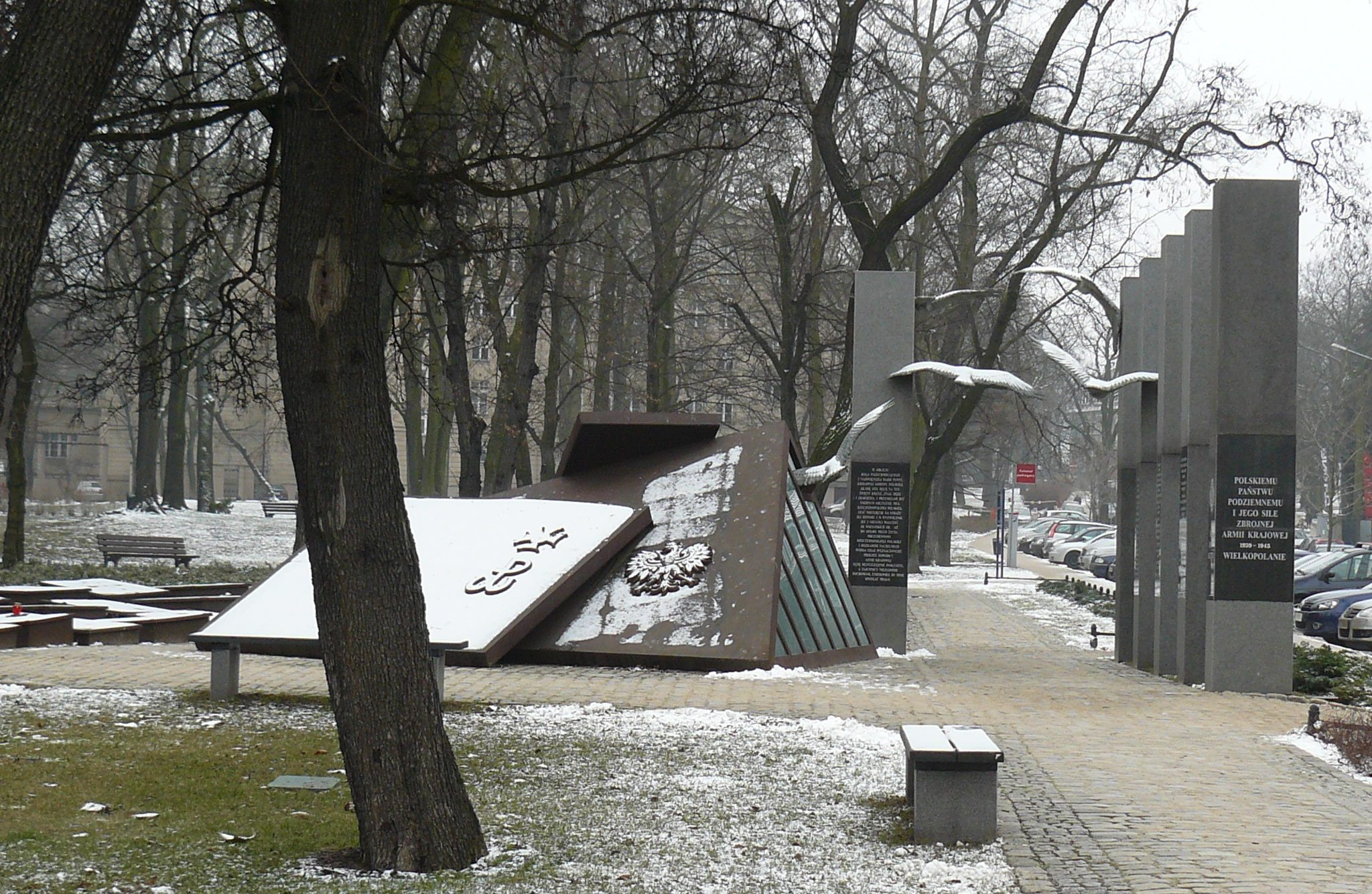
Tượng đài Chính Phủ Ngầm Ba Lan ở Poznań

Trong nhiều thập niên việc nghiên cứu Chính Phủ Ngầm bị hạn chế, chủ yếu vì chính phủ cộng sản không muốn thừa nhận vai trò của phái kháng chiến phi cộng sản. Trong những năm Stalin sau chiến đầu tiên việc tìm hiểu xem là nguy hiểm gần như phi pháp và nghiên cứu về các sự kiện xảy ở lãnh thổ bị Liên Xô sát nhập năm 1939-1941 đặc biệt khó khăn, đa phần do các sử gia di cư Ba Lan ở phương Tây tiến hành chút ít. Chính quyền cộng sản giảm thiểu mức quan trọng của phi cộng sản trong khi nhấn mạnh sự quan trọng then chốt của Nhân Dân Quân, nhưng điều trái ngược mới đúng. Sự thiếu nghiên cứu của học giả Ba Lan cộng với trở ngại của học giả nước ngoài muốn truy cập tài liệu nguồn ở Ba Lan dẫn đến tình trạng học giả phương Tây không bàn luận về một trong những phong trào kháng chiến lớn nhất châu Âu là phái phi cộng sản, mà lại đa phần tập trung nghiên cứu phong trào kháng chiến Pháp nhỏ hơn.[b]
Khi chế độ cộng sản sụp đổ Ba Lan giành lại độc lập hoàn toàn và học giả Ba Lan có thể bắt đầu nghiên cứu vô hạn mọi khía cạnh lịch sử Ba Lan. Những người điều tra Chính phủ Ngầm phải đối mặt với tính độc đáo của chủ đề (không có nước nào thành lập cơ quan tương tự) cùng vấn đề miêu tả. Bàn về cách soạn lịch sử Chính Phủ Ngầm, sử gia Ba Lan Stanisław Salmonowicz miêu tả là "tập hợp các cấu trúc quốc tịch, tổ chức và chính phủ-pháp lý đảm nhiệm duy trì tính liên tục của nước nhà Ba Lan trên lãnh thổ mình" và kết luận rằng "tính liên tục hiến pháp, việc thi hành nhiệm vụ chính phủ một cách thật tế trong nước cùng lòng yêu nước của đại đa số xã hội là những yếu tố quan trọng nhất trong sự tồn tại của chính phủ."
Chính Phủ Ngầm đã được chính phủ Ba Lan, chính quyền địa phương và xã hội chính thức công nhận. Nhiều thành phố lớn xây đài tưởng niệm kháng chiến quan hệ với Chính Phủ Ngầm, ở Poznań có tượng đài Chính Phủ Ngầm Ba Lan riêng, xây năm 2007. Ngày 11 tháng 9 năm 1998 Hạ Viện Ba Lan định ngày 27 tháng 9 (ngày kỷ niệm thành lập Thắng Lợi Quân Ba Lan) làm Ngày Chính Phủ Ngầm Ba Lan.

## Đường dẫn ngoài
- Warsaw Uprising and The Polish Underground State Lưu trữ ngày 15 tháng 3 năm 2021 tại Wayback Machine